# 170 км (железнодорожный разъезд)
| 167 км · 168 км · 169 км — 170 км — 171 км · 172 км · 173 км |

170 км — железнодорожный разъезд (тип населённого пункта) в Ульяновском районе Ульяновской области. Входит в состав Тимирязевского сельского поселения.

## География
Находится на железнодорожной линии Ульяновск-Буинск на расстоянии примерно 8 километров по прямой на север-северо-запад от районного центра поселка Ишеевка.

## История
Населённый пункт появился при строительстве железной дороги. В селении жили семьи тех, кто обслуживал железнодорожную инфраструктуру разъезда.

## Население
Население составляло 8 человек в 2002 году (татары 62 %), 10 по переписи 2010 года.

## Инфраструктура
Путевое хозяйство. Действует железнодорожная платформа Шумовка.

## Транспорт
Автомобильный и железнодорожный транспорт.